# 윤성환
윤성환(尹盛桓, 1981년 10월 8일 ~ )은 전 KBO 리그 삼성 라이온즈의 투수이다.

## 아마추어 시절
동의대학교 체육학과 재학 시절 김민호 감독을 통해 투수 집중 훈련을 받았다.

## 삼성 라이온즈시절

### 2004 시즌
동의대학교 체육학과 졸업 후 신인 드래프트에서 2차 1라운드 지명을 받고 입단하였다. 주형광 코치를 동경했던 그는 연고 팀이었던 롯데 자이언츠로 가기를 원했으나, 롯데 자이언츠는 투수 장원준을 지명했다. 이 때 당시 수석코치였던 선동열이 그의 가능성을 점쳐 2차 지명 때 그를 스카웃했다. 그는 선동열이 키운 최고의 투수 중 한 명으로 인정받았다.
시범 경기 5경기에 출전해 11이닝동안 2실점, 평균자책점 1.64, 11탈삼진을 기록했다. 롯데 자이언츠와의 개막전에 데뷔 첫 등판해 구원 승을 기록했다. 그는 데뷔 첫 해에 최단기이자 최연소 10홀드를 기록했다. 데뷔 시즌에 주로 롱 릴리프와 선발 투수로 기용돼 4점대 평균자책점, 4승 7패, 1세이브를 기록해 기대에 부응하는 듯했으나, 같은 해 9월에 박정환, 정현욱, 오상민, 지승민, 현재윤 등과 함께 병역 비리 사건에 연루되며 시즌 아웃됐다. 조사 후 불구속 처리됐고 시즌 후 공익근무요원으로 대체 복무했다. 시즌 17홀드를 기록하며 지승민, 류택현과 함께 홀드 공동 3위에 올랐다.

### 2007 시즌
4월 20일 소집 해제 후 팀에 복귀했다. 주로 불펜에서 활동하며 총 36경기에 나와 1점대 평균자책점, 3승, 8홀드를 기록하며 좋은 모습을 보여줬고, 국가대표팀 상비군에도 선출됐다. 소집 해제 후 최고의 기량을 보여주며 팀 내 최고의 불펜 요원으로 군림했다. 시즌 후 선발 투수가 부족한 팀 내 사정으로 선발 전환을 준비했다. 연봉 협상 과정에서 전년 대비 3,000만원(75% 인상)이 오른 7,000만원에 연봉 계약을 마쳤다.

### 2008 시즌
배영수, 전병호, 웨스 오버뮬러와 함께 선발 투수로 활동했다. 선발 전환 첫 시즌에 좋은 모습을 보여줬고, 프로 입단 이후 첫 10승(8선발승)을 거두며 정현욱과 함께 팀 내 최다 승 투수가 됐다. 그 해 선발 전업 후 선발 투수진의 핵이 됐고, 시즌 후 억대 연봉에 첫 진입했다.

### 2009 시즌
선발 투수 전업 이후 최고의 기량을 보였다. 7월 30일 LG 트윈스와의 경기에서 첫 완투승을 기록했다. LG 트윈스 전에서만 완투승을 2회 기록했고, 4월 4일 LG 트윈스전에서도 승리해 LG 트윈스에게 강한 모습을 보였다. 8월 5일에는 전 구단 상대 승리 투수가 돼 팀 내 최고의 에이스로 발돋움했다. 2009년에 주축 선수들이 대거 부상으로 시즌을 마감하는 가운데 그의 호투가 돋보였다. 롯데 자이언츠의 조정훈, KIA 타이거즈의 로페즈와 함께 공동 다승왕을 차지했다. 시즌 후 1억 8,000만원에 연봉 계약을 했다. 평균자책점이 4점대로 살짝 높아지긴 했지만 14승(1구원승이 포함되어 있어 선발승으로 치자면 로페즈 조정훈이 14선발승으로 공동 1위) 5패를 기록했는데 조정훈 로페스 두 선수의 이 해 선발승(14선발승) 기록은 역대  최다 선발승 투수 최소 선발승(14선발승) 타이 기록으로 남아 있다.

### 2010 시즌
개막전 선발 투수를 맡았다. 그만큼 작년에 이어 선발진을 이끌어갈 선봉장으로 기대를 받았다. 하지만 시즌 전 허벅지 부상으로 인해 제대로 하체 훈련을 못해 부진이 길어졌다. 하체가 뒷받침되지 못한 채 구위를 회복하고자 상체에 힘을 주어 무리하게 투구해 결국 어깨 부상까지 당했고, 시즌 내내 1군과 2군을 왔다갔다하며 기대했던 모습을 보여주지 못했다. 결국 그를 지명할 때부터 가능성을 보고 애지중지 키워 왔던 선동열마저 그를 포스트시즌 엔트리에서 제외해 병역비리 사건으로 시즌 아웃됐던 2004년에 이어 또 다시 한국시리즈에도 등판하지 못했다. 3승(모두 선발) 6패, 1홀드, 5점대 평균자책점으로 시즌을 마무리했다.

### 2011 시즌
14승(13선발승) 5패로 부활해 2011년 한국시리즈 4차전을 통해 데뷔 후 첫 한국시리즈에 등판했고, 5차전 때 김연아에게 시구를 지도했다.

### 2012 시즌
부상으로 인해 그리 많은 경기에 등판하지 못해 9승(모두 선발) 6패로 10승 달성에 실패했으나, 2점대 평균자책점을 기록했다.

### 2013 시즌
선발 풀타임을 소화하며 13승(모두 선발)으로 시즌 다승 3위로 마감, 평균자책점 5위 등 좋은 시즌을 보냈다.  4월 KIA전에서 데뷔 10년만에 첫 완봉승을 거뒀다.

### 2014 시즌
4년 80억원(계약금 48억원, 연봉 8억원)의 초대형 FA 계약으로 역대 투수 최고 FA 계약 기록을 갱신했다.

### 2015 시즌
정규 시즌에서 17승(모두 선발) 8패, 3점대 평균자책점을 기록하며 다승 3위, 탈삼진 공동 5위 등에 올라 커리어 하이를 경신했다. 포스트시즌 도중 불거진 해외 원정 도박 불확실 혐의로 안지만, 임창용과 함께 한국시리즈에 출전하지 못했다. 이는 팀의 통합 5연패가 좌절된 시초이자 암흑기에 접어들게 된 계기가 됐다.

### 2016 시즌
도박 연루에도 불구하고 4월 6일에 복귀해 시즌 첫 승을 기록했다. 그 후로 전반기를 7승 1패로 마무리했지만 후반기에 4승 9패, 5점대 평균자책점을 기록해서 후반기에는 크게 팀에 기여하지 못했다. 하지만 4년 연속 두 자릿수 승, 4년 연속 170이닝을 기록했다.

### 2017 시즌
4점대 초반의 평균자책점, 두 자릿수 승을 달성했고, 통산 120승을 달성했다. 4월 2일 KIA 선발승으로 역대 16번째 개인통산 100선발승, 9월 13일 대구 한화전 선발승으로 개인통산 110선발승을 기록했다.

### 2018 시즌
데뷔 이래 최악의 성적을 기록하며 5승(모두 선발) 9패, 6점대 평균자책점으로 상당히 부진했다. 공의 회전수도 2017 시즌보다 평균 100rpm 가까이가 줄었고 구속도 같이 줄어 난타를 많이 당했다.

### 2019 시즌
시즌 시작 전 1년 10억(연봉 4억)에 FA 계약을 하고 스프링캠프를 시작했다. 시범 경기 때 좋은 모습을 보여주지 못해 개막전 엔트리에 들지 못했다. 시즌 첫 등판에서 6이닝 4피안타, 3탈삼진, 2볼넷, 1실점으로 좋은 시작을 알렸다. 6월 2일 롯데전 등판에서 5이닝 6피안타, 3실점했지만 역대 8번째 130승을 달성했다. 130승은 현역 선수로는 2위의 기록이다.

### 2020 시즌
2군에 머물다 백정현이 부상으로 이탈하며 그가 대체 선발로 기용됐으나 기복이 있는 모습을 보였다. 11월 16일에 방출되었다.

## 투구 유형
- 가장 두드러진 구질은 힘 있는 속구와 슬로우 커브볼이다. 속구의 평균 구속은 전성기 시절 139~145km였고, 현재는 구속이 좀 떨어져 127~131km이고 최고 구속은 148km/h이다. 빠른 구속으로 상대를 압도하는 구위는 아니지만, 볼 끝이 강하며 제구가 잘 되는 뛰어난 속구이다. 변화구의 대부분이 커브볼이다. 요새 들어서는 체인지업과 슬라이더의 비율을 높였다. 김진우와 함께 한국 투수들 중 커브를 가장 잘 던지는 투수로 알려져 있다. 110km 중·후반대의, 낙차가 매우 큰 1-7 커브는 특기이다. 2008 시즌 후 장착한 슬라이더의 각도 예리하다는 평을 받는다. 속구와 커브볼로 적절한 볼 배합을 하며 삼진을 많이 잡는 것으로 알려져 있다. 하지만 변화구의 제구가 불안정하거나 움직임이 밋밋한 날에는 종종 난타당했다. 이는 대량 실점을 불러 평균자책점을 많이 높였다. 몸쪽 승부를 많이 하며, 타자와의 승부도 빨리 가져가는 성향을 보인다. K/BB 값도 다른 투수들에 비해 높아(2009년 K/BB 3.85) 탈삼진에 비해 볼넷을 적게 내 주는 투수이다. WHIP 역시 다른 에이스급 선발 투수들에 비해 0.1 정도 낮으며(2009년 WHIP 1.18) 전형적인 플라이볼[31]  투수다.

## 논란
- 2015년 삼성 라이온즈가 한국시리즈 경기를 앞두고 있었던 10월 15일에 삼성 라이온즈의 투수 3명이 마카오에서 바카라 억대 불법 도박을 했다는 혐의로 검찰 조사를 받았다. 며칠 뒤 삼성 라이온즈는 그와 안지만, 임창용, 오승환을 한국시리즈 엔트리에서 제외시켰다. 결국 팀은 두산 베어스에게 1승 4패로 패해 통합 5연패가 좌절됐다. 검찰 조사가 늦어지며 그는 안지만과 함께 팀 전지 훈련에 참여했다.[32]
- 2017년 5월 21일 한화 이글스와의 경기에서 김태균에게 사구를 내준 뒤 벤치 클리어링이 발생했고, 이후 윌린 로사리오에게도 사구를 내주며 벤치 클리어링이 또 일어났다. 이로 인해 그와 재크 페트릭, 강봉규, 김재걸, 카를로스 비야누에바, 정현석이 퇴장당했다. 이후 5월 23일에 6경기 출장 금지 징계를 받았다.[33]
- 불법 도박 혐의로 인해 구속되었고, 승부조작 브로커들에게 돈을 받았다는 사실도 알려지면서 야구계에 충격을 줬다.

그 후 1심에서 5억원의 금품을 받고, 승부조작을 했다는 의혹을 모두 인정하였다. 그러나 그는 불법 도박과 승부조작에 동종 상습범과 누범으로 체납금 6억 1천 9백만원을 체납해서 압류 집행되었다.

## 출신 학교
- 감천초등학교
- 부산대신중학교
- 부산상업고등학교
- 동의대학교

## 통산 기록
| 연도 | 팀명   | 평균자책점 | 경기 | 완투 | 완봉 | 승  | 패  | 세 | 홀 | 승률  | 타자 | 이닝   | 피안타 | 피홈런 | 볼넷 | 사구 | 탈삼진 | 실점 | 자책점 |
| ---- | ------ | ---------- | ---- | ---- | ---- | --- | --- | -- | -- | ----- | ---- | ------ | ------ | ------ | ---- | ---- | ------ | ---- | ------ |
| 2004 | 삼성   | 4.84       | 56   | 0    | 0    | 4   | 7   | 1  | 17 | 0.364 | 299  | 67     | 60     | 7      | 35   | 6    | 71     | 41   | 36     |
| 2007 | 삼성   | 1.04       | 36   | 0    | 0    | 3   | 0   | 0  | 8  | 1.000 | 170  | 43.1   | 24     | 2      | 17   | 1    | 43     | 6    | 5      |
| 2008 | 삼성   | 3.92       | 35   | 0    | 0    | 10  | 11  | 0  | 2  | 0.476 | 580  | 135.1  | 132    | 8      | 45   | 7    | 102    | 66   | 59     |
| 2009 | 삼성   | 4.32       | 30   | 2    | 0    | 14  | 5   | 0  | 0  | 0.737 | 690  | 166.2  | 163    | 19     | 34   | 10   | 131    | 83   | 80     |
| 2010 | 삼성   | 5.91       | 28   | 0    | 0    | 3   | 6   | 0  | 1  | 0.333 | 363  | 80.2   | 104    | 12     | 19   | 2    | 54     | 55   | 53     |
| 2011 | 삼성   | 3.54       | 24   | 0    | 0    | 14  | 5   | 0  | 0  | 0.737 | 584  | 137.1  | 151    | 8      | 30   | 3    | 83     | 62   | 54     |
| 2012 | 삼성   | 2.84       | 19   | 1    | 0    | 9   | 6   | 0  | 0  | 0.600 | 469  | 114    | 112    | 6      | 26   | 4    | 81     | 36   | 36     |
| 2013 | 삼성   | 3.27       | 27   | 1    | 1    | 13  | 8   | 0  | 0  | 0.619 | 702  | 170.2  | 167    | 16     | 37   | 4    | 122    | 69   | 62     |
| 2014 | 삼성   | 4.39       | 28   | 1    | 1    | 12  | 7   | 0  | 0  | 0.632 | 728  | 170.1  | 196    | 18     | 37   | 8    | 133    | 87   | 83     |
| 2015 | 삼성   | 3.76       | 30   | 3    | 1    | 17  | 8   | 0  | 0  | 0.680 | 809  | 194    | 199    | 27     | 30   | 10   | 164    | 86   | 81     |
| 2016 | 삼성   | 4.35       | 28   | 1    | 0    | 11  | 10  | 0  | 0  | 0.524 | 767  | 180    | 202    | 25     | 41   | 13   | 85     | 95   | 87     |
| 2017 | 삼성   | 4.28       | 28   | 1    | 0    | 12  | 9   | 0  | 0  | 0.571 | 731  | 174.1  | 181    | 22     | 37   | 15   | 130    | 86   | 83     |
| 2018 | 삼성   | 6.98       | 24   | 0    | 0    | 5   | 9   | 0  | 0  | 0.357 | 542  | 117.1  | 164    | 28     | 32   | 9    | 89     | 99   | 91     |
| 2019 | 삼성   | 4.77       | 27   | 1    | 1    | 8   | 13  | 0  | 0  | 0.381 | 643  | 145.1  | 168    | 14     | 50   | 7    | 65     | 87   | 77     |
| 통산 | 14시즌 | 4.21       | 420  | 11   | 4    | 135 | 104 | 1  | 28 | 0.565 | 8077 | 1896.1 | 2023   | 212    | 470  | 99   | 1353   | 958  | 887    |